# Thailandezi
Thailandezii, cunoscuți în trecut ca siamezi, sunt grupul etnic principal din Thailanda. Limba pe care o vorbesc este limba thailandeză (în ภาษาไทย: phasa thai, „limba thailandezilor”), care are diferite variante regionale.

## Cultură și societate
Thailandezii pot fi împărțiți în mai multe grupuri ce au propriile varietăți regionale ale limbii thailandeze. Varietatea limbii thailandeze vorbite în centrul țării a devenit dominantă datorită politicii oficiale promovate de guvern, care are ca scop asimilarea și unificarea celorlalte varietăți în ciuda legăturilor etnolingvistice a varietății vorbite în nordul țării de thailandezi și a oamenilor din Laos, spre exemplu.
Thailandezii sunt predominant budiști Theravada. Printre artele indigene se numără muay Thai (kickboxing), dansul thailandez, makruk (șah thailandez) și nang yai (teatrul umbrelor).